# Ratko Mladić

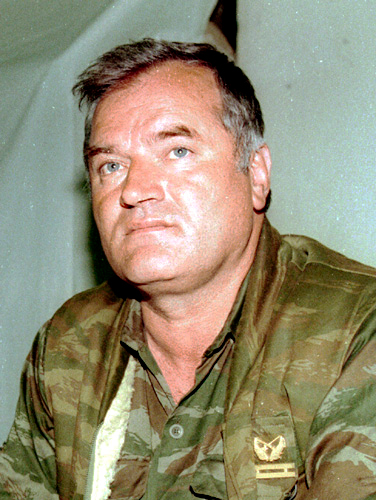
Ratko Mladić, 1993

Ratko Mladić [râtko mlǎːdit͡ɕ] (serbisch-kyrillisch Ратко Младић; * 12. März 1942 oder 1943 in Božanovići) ist ein ehemaliger bosnisch-serbischer General und verurteilter Kriegsverbrecher, der von 1992 bis 1996 als Oberbefehlshaber der Vojska Republike Srpske agierte.
Ihm werden zahlreiche Kriegsverbrechen und Verbrechen gegen die Menschlichkeit während des Bosnienkriegs zur Last gelegt, darunter die knapp vierjährige Belagerung von Sarajevo und das Massaker von Srebrenica im Juli 1995, bei dem mehr als 8000 bosnische Männer und Jugendliche ermordet wurden. Gegen Mladić lag seit 1995 eine Anklage des Internationalen Strafgerichtshofs für das ehemalige Jugoslawien (ICTY) in Den Haag vor, in der er des gemeinschaftlich mit Radovan Karadžić geplanten Völkermords an Bosniaken beschuldigt wurde. Nachdem er sich fünfzehn Jahre lang einer Verhaftung hatte entziehen können, wurde er am 26. Mai 2011 in Serbien festgenommen und stand am 3. Juni 2011 zum ersten Mal in Den Haag vor Gericht. Am 22. November 2017 wurde er in zehn von elf Anklagepunkten schuldig gesprochen und zu lebenslanger Haft verurteilt. Am 8. Juni 2021 bestätigte die Berufungsinstanz am Nachfolgegericht des ICTY dieses Urteil.

## Leben

### Herkunft
Ratko Mladić wurde im ostbosnischen Dorf Božanovići in der Gemeinde Kalinovik, in der Nähe des Berges Treskavica 45 Kilometer westlich von Goražde und 40 Kilometer südlich von Sarajevo gelegen, geboren. Zu dieser Zeit war ganz Bosnien-Herzegowina Teil des von den Nationalsozialisten protegierten und von der Ustascha beherrschten Unabhängigen Staates Kroatien (NDH), der nach dem deutschen Balkanfeldzug und der Zerstückelung Jugoslawiens 1941 entstanden war. Sein Vater Neđa (1909–1945) starb im Zweiten Weltkrieg als Mitglied der Partisanen. Seine Mutter Stana (1919–2003) musste nach dem Tod ihres Mannes die drei Kinder, die Tochter Milica (* 1940) und die Söhne Ratko und Milivoje (1944–2001), allein großziehen.

### Erste Stationen beim Militär
Im Alter von 15 Jahren absolvierte Ratko Mladić seine erste militärische Ausbildung in Zemun (Belgrad). Nach dem Abschluss seiner Ausbildung an der Militärakademie in Belgrad am 27. September 1965 begann er seine Karriere in der jugoslawischen Armee (JNA). Nach Beförderungen zum Oberstleutnant am 25. Dezember 1980 und zum Oberst am 18. August 1986 in Štip wurde er am 31. Januar 1989 Leiter der Bildungsabteilung des Dritten Militärbezirks von Skopje. Am 14. Januar 1991 wurde er zum Stellvertretenden Kommandeur in Priština ernannt.

### Jugoslawienkriege
Im Juni 1991 wurde Mladić während der Kämpfe zwischen der JNA und den kroatischen Einheiten aus dem Kosovo nach Knin, der Hauptstadt der international nicht anerkannten Republik Serbische Krajina in Kroatien, abberufen, wo er den Posten des Kommandeurs des 9. Korps der JNA erhielt. Unter Mladićs Kommando wurden Kämpfe um die Stadt Šibenik mit kroatischen Einheiten ausgetragen, bei denen es zur Sprengung der Maslenica-Brücke kam. Aufgrund deren strategischer Lage wurde der südlich gelegene Teil Dalmatiens vorübergehend vom kroatischen Hoheitsgebiet abgeschnitten, was erklärtes Ziel der Krajina-Serben war. Am 4. Oktober 1991 wurde er Generalmajor und am 24. April 1992 zum Generalleutnant befördert. Am 2. Mai 1992, einen Monat nach der Unabhängigkeitserklärung von Bosnien-Herzegowina, blockierten Mladić und seine Generäle sämtliche Zufahrten nach Sarajevo und unterbrachen die Wasser- und Elektrizitätsversorgung, womit die vierjährige Belagerung von Sarajevo begann. Am 9. Mai 1992 wurde Mladić Stabschef-Vizekommandeur des dortigen Zweiten Militärdistrikthauptquartiers der JNA und übernahm am Tag darauf dessen Kommando.

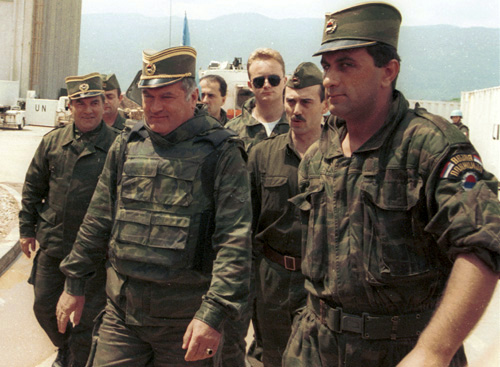
Ratko Mladić am Flughafen Sarajevo, 1993

Am 12. Mai 1992 stimmten die bosnischen Serben für die Gründung von militärischen Einheiten, der Armee der Serbischen Republik (serb. Vojska Republike Srpske, VRS), die aus bosnischen Serben und Angehörigen der jugoslawischen Volksarmee, die aus Bosnien stammten, gebildet wurde. Gleichzeitig wurde Mladić zum Oberkommandierenden der VRS berufen, eine Position, die er bis Dezember 1996 ausübte. Nach dem Rückzug der JNA-Streitkräfte von Bosnien im Mai 1992 wurde der Zweite Militärdistrikt der JNA Kern des Hauptstabes der VRS. Am 24. Juni 1994 wurde Mladić in den Rang eines Generalobersten befördert.
Am 4. September 1994 gründete Mladić das 1. Korps der Armee der Republika Srpska als Kommandoeinheit der Serben gegen das 5. Korps der bosnischen Regierungstruppen. An den Angriffen gegen die von Regierungstruppen kontrollierte Bosanska Krajina war er persönlich beteiligt. Am 10. September 1994 wurde Mladić in der Nähe von Bosanski Petrovac durch einen Artillerie-Beschuss der ARBiH schwer am Kopf verletzt; er wurde in einer serbischen Militärklinik operiert. Am 12. September stellten die Serben die Angriffe ein, nachdem sie hohe Verluste erlitten hatten, sodass die bosnische Armee unter Führung von Atif Dudaković die Krajina erfolgreich verteidigte.
Nach der Erstürmung der UN-Schutzzonen um die ostbosnischen Städte Srebrenica und Žepa im Sommer 1995 war Mladić auf dem Höhepunkt seiner Macht. In dem von ihm organisierten Massaker von Srebrenica wurden im Juli 1995 mehr als 8000 männliche Bosniaken durch bosnisch-serbische Soldaten ermordet.

### Anklage vor dem UN-Kriegsverbrechertribunal
Am 24. Juli 1995 wurde Mladić vor dem Internationalen Strafgerichtshof für das ehemalige Jugoslawien („UN-Kriegsverbrechertribunal“) als Kriegsverbrecher wegen Völkermordes, Verbrechen gegen die Menschlichkeit und zahlreicher Kriegsverbrechen angeklagt. Am 16. November 1995 wurden die Anklagepunkte des Völkermords, Verbrechen gegen die Menschlichkeit und Kriegsverbrechen auf den Angriff gegen die UN-Schutzzone Srebrenica (Massaker von Srebrenica) im Juli 1995 ausgedehnt.
Am 9. November 1996 entließ Biljana Plavšić als Präsidentin der Republika Srpska den vor dem Haager Tribunal angeklagten Armeechef Ratko Mladić. Nachfolger Mladićs als Generalstabschef wurde Generalmajor Pero Čolić. Am 13. November 1996 beschloss die Präsidentin, auch den Mladić nahestehenden Armeesender „Radio Krajina“ zu schließen. Am 15. November 1996 erklärte sich Mladić bereit, seine Entlassung zu akzeptieren, sofern er selbst seinen Nachfolger bestimmen könne; Čolić erkenne er nicht an. Es gab einen Machtkampf in der Republika Srpska.
Am 10. Oktober 2002 unterzeichnete die Chefanklägerin Carla Del Ponte in Den Haag eine überarbeitete Anklageschrift mit 15 Anklagepunkten. Mladić war nun auch wegen Geiselnahme von UN-Soldaten (UNPROFOR) angeklagt. Im Jahr 2011 wurde die Anklageschrift noch drei weitere Male geändert.

### Fahndung nach Mladić
Seit der Anklage des UN-Kriegsverbrechertribunals war Mladić als gesuchter Verbrecher auf der Flucht. Er wurde verdächtigt, sich in Serbien, in der Republik Srpska oder in Russland zu verstecken. Bis zum Frühjahr 2002 soll Mladić unbehelligt bei seinem Sohn in Belgrad gelebt haben. Einem Medienbericht zufolge wurde er im März 2000 als Zuschauer eines Fußballspiels zwischen der Volksrepublik China und Jugoslawien in Belgrad gesehen. Er soll das Stadion durch den VIP-Eingang betreten und in einer privaten Loge umringt von acht bewaffneten Leibwächtern gesessen haben. Manche Quellen besagten, Mladić halte sich im südserbischen Niš auf und werde von der serbischen Armee gedeckt. Der stellvertretende Regierungschef Miroljub Labus behauptete, er sei in einem Vorort von Moskau gesehen worden und halte sich gewöhnlich in Thessaloniki und Athen auf. Nach Einschätzung der damaligen Chefanklägerin des Haager Tribunals für Kriegsverbrechen, Carla Del Ponte, war Mladić in Reichweite der Behörden Serbiens gewesen, was Belgrad für den Zeitraum bis Juni 2002 auch eingestanden habe, für die Zeit danach aber nicht mehr.
Im November 2004 räumten britische Verteidigungsoffizielle ein, dass Militäraktionen nicht sehr wahrscheinlich zur erfolgreichen Ergreifung von Mladić und anderen Verdächtigen führen würden. Politischer Druck auf die Balkanregierungen sei wahrscheinlich erfolgreicher. Die US-amerikanische Regierung lobte auf seine Ergreifung ein Kopfgeld von 5 Millionen US-Dollar aus.
Der serbische Verteidigungsminister Zoran Stanković räumte am 17. Februar 2006 in einem Interview ein, niemand in der Regierung von Serbien und Montenegro habe sich bisher ernsthaft darum bemüht, Mladić festnehmen zu lassen. Stanković kündigte seinen Rücktritt an für den Fall, dass Mladić nicht „bald“ gefasst werde, gab aber dafür keinen Stichtag an. Er rief Mladić auf, sich freiwillig zu ergeben; wenn Mladić auf der Flucht bleibe, drohe der Nation Verarmung und Isolation. Stanković war ein persönlicher Freund Mladićs und der Arzt der Familie. Deshalb hielten sich Gerüchte, er sei daran beteiligt, Mladić vor dem Zugriff der Behörden zu beschützen.
Zahlreiche Pressemitteilungen meldeten am 21. Februar 2006, dass Mladić in Belgrad verhaftet und EUFOR-Einheiten in der nordostbosnischen Stadt Tuzla zur Überstellung an das UN-Kriegsverbrechertribunal in Den Haag übergeben worden sei oder dass darüber zumindest verhandelt werde. Dies wurde von allen Seiten dementiert, aber die Chefanklägerin in Den Haag, Carla Del Ponte, vermutete weiterhin, dass die serbischen Behörden seinen Aufenthaltsort kannten, und mahnte seine baldige Verhaftung an.
Mladić konnte ab dem 7. April 2006 nicht mehr frei über sein Vermögen verfügen. Das Parlament von Serbien-Montenegro hatte dazu ein Gesetz zum Einfrieren der Bankkonten und anderer Besitztümer aller flüchtigen angeklagten Kriegsverbrecher verabschiedet.
Die Festnahmen von Mladić und Radovan Karadžić galten als Grundvoraussetzungen für ein Assoziierungsabkommen der Europäischen Union mit Serbien. Die EU kündigte an, die im Mai 2006 anstehenden Gespräche über das Assoziierungsabkommen auszusetzen, wenn Mladić nicht bis zum 30. April ausgeliefert werde. Daraufhin verpflichtete sich die serbische Regierung unter Vojislav Koštunica gegenüber dem UN-Kriegsverbrechertribunal, Mladić bis Ende April auszuliefern, was aber nicht geschah. Die Verhandlungen mit der EU wurden nach dem Auslaufen des Ultimatums ausgesetzt. Der stellvertretende Ministerpräsident Miroljub Labus, der die Verhandlungen mit der EU für die serbische Seite geführt hatte, trat zurück. Ministerpräsident Koštunica rief Mladić dazu auf, sich den Behörden zu stellen. Er erklärte, das Netzwerk der Unterstützer Mladićs sei mittlerweile zerschlagen worden. Der Vorsitzende des Nationalen Rates für die Zusammenarbeit mit dem UN-Kriegsverbrechertribunal, Rasim Ljajić, hatte zuvor in einem Interview erklärt, man habe Informationen über 130 Personen, die Mladić beim Verstecken geholfen hätten. Leider befinde sich die Mehrheit von ihnen im serbischen Teil von Bosnien-Herzegowina, so Ljajić. Er könne keine Details dazu preisgeben, um die Chancen einer Verhaftung Mladićs nicht zu gefährden. Fünf mutmaßliche Helfer Mladićs waren bereits in Haft genommen worden.
Im Dezember 2007 wurde erstmals offiziell eingeräumt (durch den serbischen Sonderstaatsanwalt für Kriegsverbrechen, Vladimir Vukčević), dass sich Mladić aller Wahrscheinlichkeit nach in Serbien aufhalte. Ende des Monats bestätigte er, dass sich Mladić in Serbien befinde. Die serbische Regierung dementierte diese Äußerungen; die Behörden seien Mladić nicht auf der Spur.
Vertreter der Serbischen Sicherheitlichen Nachrichtenagentur (BIA) und der Militärisch-Sicherheitlichen Agentur (VBA) teilten auf einer Pressekonferenz am 12. Oktober 2009 mit, sie würden alle verfügbaren Ressourcen zur Jagd auf die zwei flüchtigen Haager Angeklagten, Ratko Mladić und Goran Hadžić, einsetzen.
Im Mai 2010 beantragte Mladićs Familie eine gerichtliche Todeserklärung. Begründet wurde der Antrag mit dem schlechten Gesundheitszustand des Gesuchten, und dass er seit Jahren nicht gesehen worden sei. Falls dem Antrag stattgegeben worden wäre, hätte Mladićs Ehefrau Anspruch auf eine staatliche Rente gehabt und seinen Besitz verkaufen können.
Anlässlich der Gedenkveranstaltung zum 15. Jahrestag des Massakers von Srebrenica im Juli 2010 wurde ein Schreiben des damaligen US-Präsidenten Barack Obama verlesen, in dem dieser die schnellstmögliche Verhaftung von Mladić forderte.
Der zuständige Belgrader Staatsanwalt Vukčević äußerte im Oktober 2010, es gebe „ein Leck bei den serbischen Ermittlungsbehörden“: Geplante Verhaftungen seien dem Flüchtigen rechtzeitig verraten worden, das Leck sei aber nicht ermittelbar gewesen. Im selben Monat verzehnfachte die serbische Regierung ihre Belohnung für die Ergreifung Mladićs auf 10 Millionen Euro. Als Grund führte sie „Serbiens klaren politischen Willen“ an, „die letzte verbleibende Hürde auf dem Weg in die EU zu beseitigen“.

### Verhaftung
Am 26. Mai 2011 wurde Mladić in Lazarevo in Serbien verhaftet. Staatspräsident Boris Tadić äußerte bei der Bekanntgabe der Festnahme, er hoffe, dass diese die EU-Beitrittsverhandlungen beschleunigen werde. Ein Belgrader Gericht genehmigte am 27. Mai Mladićs Überstellung nach Den Haag binnen einer Woche.
In Belgrad gingen Tausende auf die Straße, um gegen die Verhaftung und Auslieferung Mladićs zu demonstrieren. Sie nannten ihn einen serbischen Helden. Die Demonstrationen endeten in gewalttätigen Ausschreitungen.
Am 31. Mai 2011 wurde Mladić gestattet, das Grab seiner 1994 verstorbenen Tochter Ana in Belgrad unter hohen Sicherheitsvorkehrungen zu besuchen. Sie soll sich laut offiziellen Angaben im Alter von 23 Jahren aufgrund von Depressionen, die durch Mladićs Handlungen während des Bürgerkriegs verstärkt wurden, mit seiner Waffe erschossen haben. Mladić bestritt diese Version und vermutete, sie sei ermordet worden.
Am selben Tag wurde Mladić an das Haager Tribunal überstellt, nachdem die serbische Justiz einen Berufungsantrag der Verteidigung gegen seine Überstellung abgelehnt hatte.

### Prozess
Am 3. Juni 2011 stand Mladić erstmals vor dem UN-Tribunal. Die überarbeitete Anklageschrift vom 1. Juni 2011 umfasste elf Anklagepunkte, darunter Völkermord, Kriegsverbrechen und Verbrechen gegen die Menschlichkeit während des Bosnienkriegs von 1992 bis 1995. Der Prozessauftakt wurde auf den 4. Juli 2011 festgelegt. Mladić gab nur seine Personalien bekannt, wobei auch sein Geburtsjahr bekannt wurde, über das lange spekuliert worden war. Er gab an, schwer krank zu sein und dass er die 37-seitige Anklageschrift noch nicht durchgelesen habe. Nach Aussage seines Anwalts Miloš Šaljić soll er in den 16 Jahren auf der Flucht drei Schlaganfälle und zwei Herzinfarkte erlitten haben sowie 2009 wegen Lymphdrüsenkrebs behandelt worden sein.
Serbien kündigte an, für die Verteidigung von Mladić keine finanziellen Mittel bereitzustellen. Die Republika Srpska in Bosnien-Herzegowina hingegen stellte 50.000 Euro zur Verfügung. Als Pflichtverteidiger wurde Aleksandar Aleksić vorgestellt.
Am 4. Juli 2011, dem zweiten Prozesstag, wurde Mladić vom Vorsitzenden Richter Alphons Orie des Saales verwiesen, weil er durch Zwischenrufe die Anhörung mehrmals gestört hatte. In seinem Namen plädierte der Richter am Ende der Anhörung für unschuldig, wie es üblich ist, wenn der Angeklagte sich nicht äußern kann oder will. Zuvor war Mladić verwehrt worden, seinen langjährigen Anwalt Miloš Šaljić als Verteidiger zu wählen. Eigentlich hatte er aus diesem Grund den Anhörungstermin boykottieren wollen, erschien dann aber doch.
Der Prozess vor dem UN-Kriegsverbrechertribunal wurde am 16. Mai 2012 wiederaufgenommen, nachdem ein halbes Jahr zuvor noch der medizinische Dienst des UNO-Untersuchungsgefängnisses erklärt hatte, dass Mladić nicht in der gesundheitlichen Verfassung sei, dem Prozess beizuwohnen. Am 17. Mai 2012 wurde der Prozess wegen „Unregelmäßigkeiten“ auf unbestimmte Zeit vertagt. Der vorsitzende Richter Orie begründete den Schritt damit, dass die Anklage der Verteidigung Dokumente vorenthalten und damit deren Vorbereitung auf den Prozess behindert habe.
Am 9. Juli 2012 begannen die Kreuzverhöre der Zeugen der Anklage durch Mladićs Verteidiger Branko Lukić. Während Mladić in den ersten drei Tagen einen guten gesundheitlichen Eindruck machte, musste der Prozess am 12. Juli – dem Jahrestag des Massakers von Srebrenica – aufgrund eines plötzlichen Schwächeanfalls unterbrochen werden. Am 13. Juli erklärten die untersuchenden Ärzte, dass medizinisch einer Fortsetzung des Prozesses in der folgenden Woche nichts im Weg stehe.
Der Prozess wurde entsprechend fortgesetzt.
Am 19. Mai 2014 begann die Verteidigung mit dem Aufrufen ihrer Zeugen.
Aufgrund seines schlechten Gesundheitszustands forderte Mladićs Familie seine Freilassung auf Zeit. Sein Sohn Darko behauptete, sein Vater werde im UN-Untersuchungsgefängnis „nicht so behandelt, wie es sein müsste“. Ärzte in Den Haag bestätigten Herzprobleme infolge von drei Schlaganfällen vor seiner Verhaftung 2011. Ein Sprecher des Gerichts äußerte, dass sich Ratko Mladićs Zustand in der Haft „eher verbessert als verschlechtert“ habe. Im Frühjahr 2017 gab es einen Antrag, Mladić zur ärztlichen Behandlung nach Russland zu überstellen. Dafür gab es von Moskau eine zugesicherte Rückkehrgarantie.
Am 22. November 2017 wurde Mladić in den wesentlichen Teilen der Anklage für schuldig befunden und zu einer lebenslangen Freiheitsstrafe verurteilt. Die Richter sahen es als erwiesen an, dass Mladić in seiner Position entscheidend für die Durchführung eines „gemeinsamen kriminellen Unternehmens“ war, das zum Ziel hatte, alle Nichtserben aus der Republika Srpska zu entfernen. Laut Richter Alphons Orie gehören die Verbrechen „zu den abscheulichsten, die die Menschheit je gesehen hat“.
Mladić legte gegen das Urteil beim Internationalen Residualmechanismus für die Ad-hoc-Strafgerichtshöfe Berufung ein, ein Erfolg galt jedoch von vornherein als nahezu ausgeschlossen. Der Prozess begann am 25. August 2020, am 8. Juni 2021 wurde Mladićs Verurteilung bestätigt.
Im Juli 2025 lehnte das zuständige UNO-Gericht in Den Haag eine vorzeitige Entlassung Mladics ab, da dieser nicht an einer akuten unheilbaren Krankheit leide und somit nicht die Voraussetzungen für eine vorzeitige Haftentlassung erfüllt.